# اوسیپ سنکوفسکی

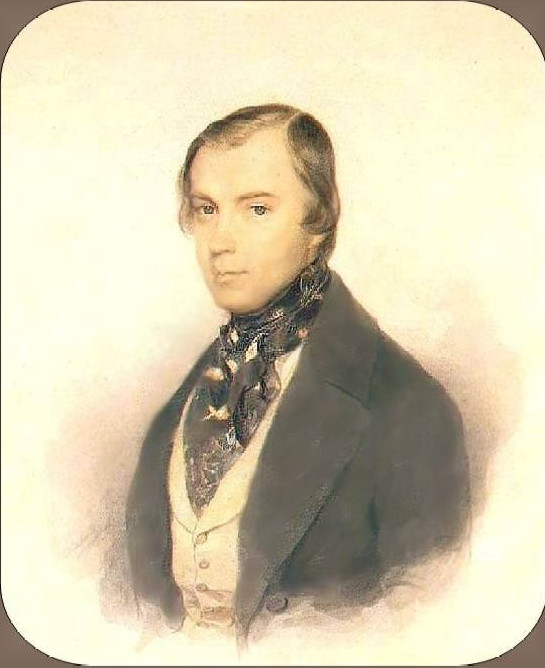
اوسیپ جولیان سنکوفسکی

اوسیپ جولیان ایوانویچ سنکوفسکی (به انگلیسی: Ossip Julian Iwanowitsch Senkowski) (زاده ۳۱ مارس ۱۸۰۰ میلادی – درگذشته ۱۶ مارس ۱۸۵۸ میلادی در سن پترزبورگ) شرق‌شناس روسی-لهستانی بود. او از پیشروان تدریس زبان‌های عربی، فارسی و ترکی در مسکو بود و استاد بسیاری از شرق‌شناسان مطرح روسیه محسوب می‌شود. بارتولد، شرق‌شناس مشهور روسیه در قرن بیستم، در کتاب خود تاریخ خاورشناسی در اروپا و روسیه، پیشرفت شناخت و تدریس این زبان‌ها در روسیه را مدیون تلاش‌های بولدیرف، سنکوفسکی و کاظم‌بیگ می‌داند.
او در سال ۱۸۲۰ برای نخستین بار سه غزل از حافظ را به زبان روسی ترجمه و منتشر کرد. او این سه غزل را از برگردان ترکی دیوان حافظ در استانبول ترجمه کرده بود. سنکوفسکی همچنین در سال ۱۸۳۸ میلادی، روایت یاقوت حموی در مورد تفلیس در معجم البلدان را به زبان روسی برگرداند که از نخستین ترجمه‌های این کتاب به زبان‌های اروپایی محسوب می‌شود.